# 安森維爾 (北卡羅萊納州)
安森維爾（英語：Ansonville）是一個位於美國北卡羅萊納州安森縣的城鎮。

## 人口
根據2020年美國人口普查的數據，安森維爾的面積為3.81平方千米，皆為陸地。當地共有人口440人，而人口密度為每平方千米115人。